# Robert Pearce
Robert Edward Pearce, noto anche come Bob Pearce (Wyaconda, 29 febbraio 1908 – Lloydminster, 15 marzo 1996), è stato un lottatore statunitense, specializzato nella lotta libera.

## Biografia
Nacque nel Missouri e fu allenato da Oscar Berg. Nel 1931 divenne campione nella National Collegiate Athletic Association, mentre l'anno successivo perse in finale.
Parteciò alle qualificazioni dei Giochi olimpici estivi di Amsterdam 1928, senza successo. 
Rappresentò la Stati Uniti ai Giochi olimpici di Los Angeles 1932, laureandosi campione olimpico nel torneo dei pesi gallo.
Divenne professionista nel 1933 e gareggiando fino al 1937. In seguito divenne allenatore. Si stabilì in Canada, dove morì nel 1996.

## Palmarès
- Giochi olimpici

Los Angeles 1932: oro nella lotta libera, pesi gallo